# هاستينغز وراي (دائرة انتخابية في المملكة المتحدة)
هاستينغز وراي (بالإنجليزية: Hastings and Rye)‏ هي إحدى الدوائر الانتخابية في المملكة المتحدة الممثلة في مجلس العموم في برلمان المملكة المتحدة.
عضو البرلمان الذي يمثلها حالياً هو :Michael Jabez Foster (Lab).